# Cataratas de Lachine

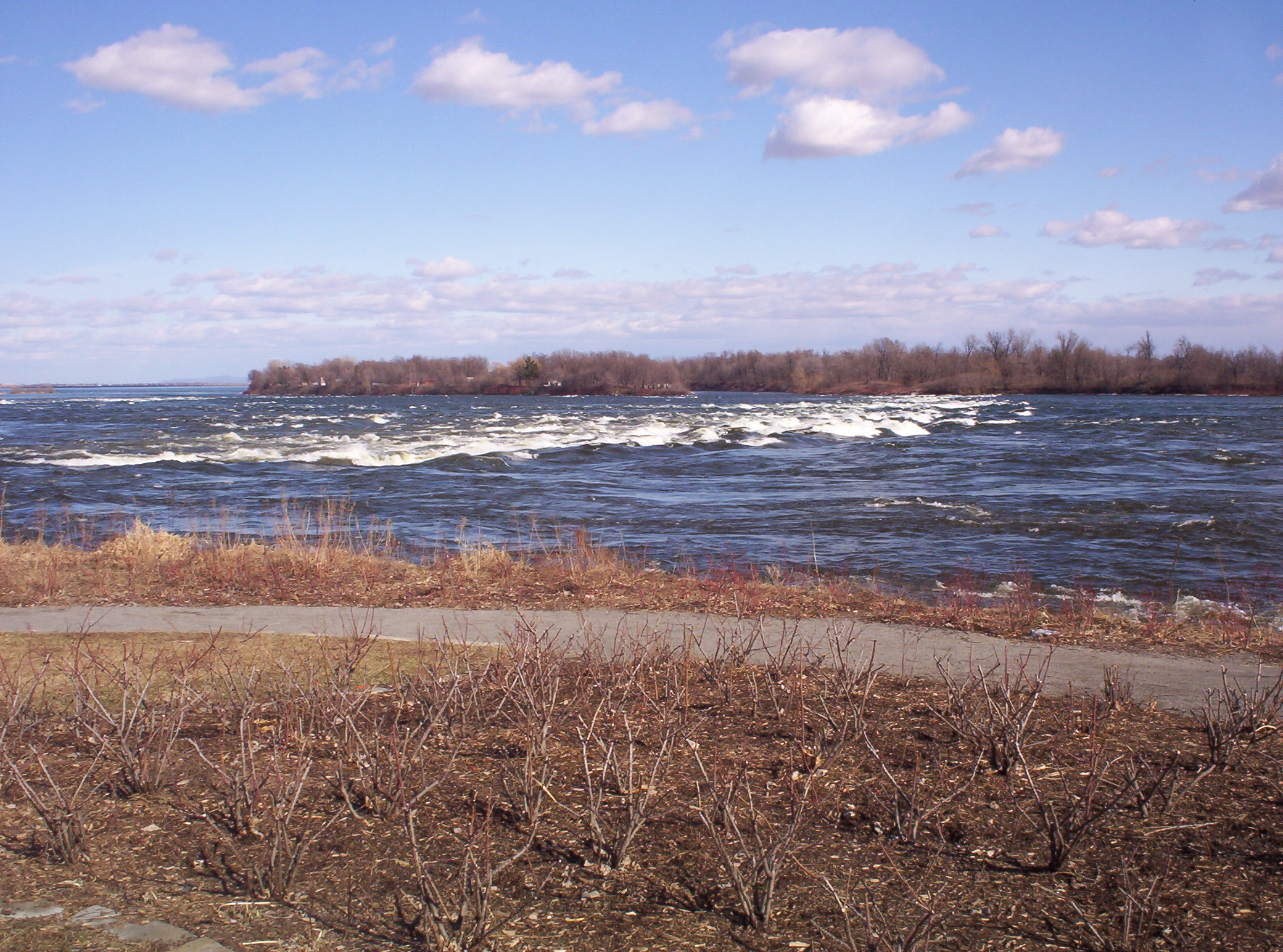
Cataratas de Lachine

Las cataratas de Lachine son una serie de rápidos en el río San Lorenzo, entre la isla de Montreal y la orilla sur. Están localizadas cerca la ciudad de Lachine. Se trata de una gran onda estacionaria porque el volumen de agua y la corriente no cambian a lo largo del curso. Tampoco las distintas estaciones del año alteran el flujo ni la posición de las olas, a pesar de que sí cambia su medida y forma. La catarata tiene aproximadamente 4,8 km de longitud.
Antiguamente estas cataratas representaban una barrera natural para el tráfico marítimo. Hasta la construcción del canal de Lachine a través de Montreal, la catarata tuvo que ser atravesada en peligrosas barcazas. Incluso con el canal, la dificultad era tal que muchas personas preferían desandar el camino por Montreal, desde donde podrían tomar el puerto de la ciudad.

## Fauna y flora
Las cataratas albergan una gran fauna, así como numerosas aves migratorias.

## Historia

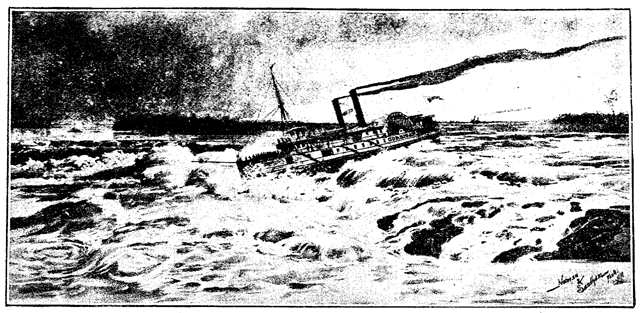
La barca que cruza el rapids, ca. 1890

El primer europeo en divisar las cataratas de Lachine fue Jacques Cartier, quien navegó de arriba abajo el río St. Lawrence en 1535, creyendo que había encontrado el paso de Noroeste. En 1611 Samuel de Champlain las llamó cataratas de Saint-Louis, después de que un tripulante quedara inundado aquí; el nombre más tarde se extendió a lago Saint-Louis. Estos nombres se usaron hasta mitad del siglo XIX, aunque más tarde se reemplazaron por el nombre de la vecina ciudad de Lachine.
La primera persona en navegar las cataratas fue Étienne Brûlé, que tuvo éxito en hacerlo un 13 de junio de 1611. La primera persona para diseñar un barco capaz de superar la fuerza de las aguas en las cataratas de Lachine fue el armador y carpintero John McQuaid, del condado de Armagh, un irlandés que más tarde llegó con su familia a Kingston, Ontario.

## Actividades recreativas
Son frecuentes los descensos del río y las expediciones en barca rápida, con reservas en varias de Montreal. También se puede practicar deportes novedosos como el  whitewater kayaking, el popular river surfing o el Hábitat 67.(45°30′00″N 45°30′00″N 73°32′31″O / 45.50000, -73.54194).45°30′00″N 73°32′31″O / 45.50000, -73.54194

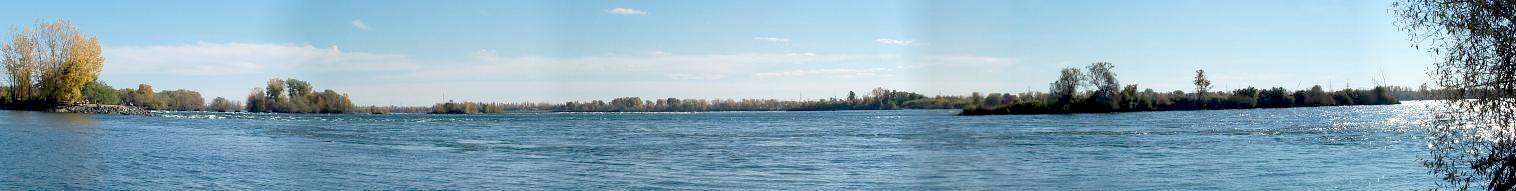
Las cataratas de Lachine vistas desde la ciudad de LaSalle